# Danish Touringcar Championship 2008
Danish Touringcar Championship 2008 var den tionde säsongen av det danska standardvagnsmästerskapet, Danish Touringcar Championship. Mästare blev den tidigare Formel 1-föraren Jan Magnussen i en BMW 320si.

## Slutställning
| Plats | Förare            | Poäng |
| ----- | ----------------- | ----- |
| 1     | Jan Magnussen     | 314   |
| 2     | Henrik Lundgaard  | 271   |
| 3     | Michael Outzen    | 262   |
| 4     | Michel Nykjær     | 253   |
| 5     | Tom Pedersen      | 250   |
| 6     | Jason Watt        | 212   |
| 7     | Robert Schlünssen | 200   |
| 8     | Jens Edman        | 177   |
| 9     | James Thompson    | 173   |
| 10    | Kasper Jensen     | 138   |